# Abdução de Robert Taylor

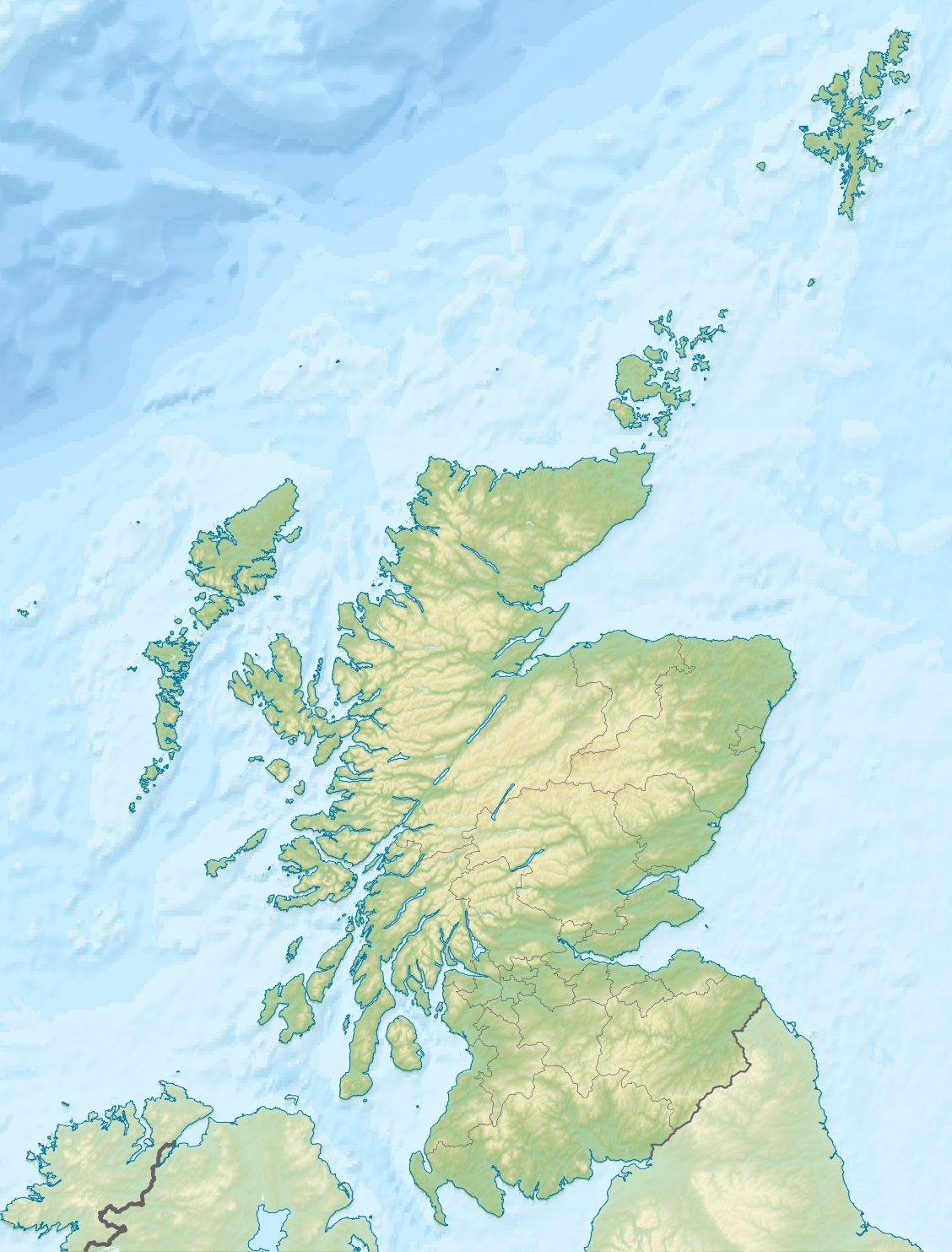
Dechmont Woods.

A abdução de Robert Taylor, é o nome dado a um relato de avistamento de um OVNI em Dechmont Law, West Lothian, Escócia, em 1979, por Forester Robert "Bob" Taylor (1919-2007).
Quando Taylor voltou para sua casa, em Dechmont Law, cansado, com suas roupas rasgadas e com ferimentos em seu queixo e coxas, ele alegou que tinha encontrado um OVNI, que tentou abduzi-lo. Devido aos seus ferimentos, a polícia fez uma ocorrência de um assalto comum. O incidente é popularmente conhecido como o "único exemplo de um avistamento alienígena tornando-se objeto de uma investigação criminal".

## História de Taylor
De acordo com Taylor, a época um trabalhador florestal, em 9 de novembro de 1979, ele estacionou sua picape (pick-up) no lado de uma estrada perto de uma auto-estrada e andou ao longo de um caminho de floresta com seu cão.
Taylor relatou ter visto o que descreveu como uma "cúpula voadora" ou uma grande esfera circular de aproximadamente 6  metros de diâmetro, pairando sobre o chão da floresta em uma distância a cerca de 480 metros de seu caminhão. Taylor descreveu o objeto como "um material metálico escuro com uma textura áspera como uma lixa" com um aro exterior e com um "conjunto de hélices pequenas". Taylor afirma que objetos semelhantes as minas marinhas tinham apreendido-o e que estavam arrastando-o na direção do objeto maior, quando perdeu sua consciência. De acordo com Taylor, ele mais tarde acordou e os objetos se foram, mas ele não conseguiu fazer o carro pegar, então ele caminhou de volta para sua casa em Dechmont Law.

## Investigação policial
A esposa de Taylor informou que quando ele chegou em casa a pé, ele apareceu cansado e tonto com sua roupas e calças rasgadas. Sua esposa chamou a polícia e um médico, que tratou os ferimentos nos queixos e nas coxas. A polícia acompanhou Taylor ao local onde alegou ter recebido os ferimentos. Eles acharam "marcas em forma de escada" no chão onde Taylor disse que viu o objeto esférico grande e outras marcas que Taylor disse que foram feitas pelos objetos que pareciam minas marinhas. A polícia arquivou o assunto como sendo uma agressão feita por criminosos.

## Ufólogos
A história chamou a atenção de ufólogos, que colocaram uma placa no local do suposto encontro. Taylor tornou-se notável entre ufólogos por estar envolvido na primeira investigação policial envolvendo OVNIs. O ufólogo e autor, Malcolm Robinson aceita a história de Taylor, dizendo que acredita que este "poderia ser um dos poucos casos genuínos de um encontro com OVNIs".

## Céticos
Em 1979, o cético ufológico, Steuart Campbell visitou a cena do suposto incidente com a polícia. Campbell estava convencido de que uma simples explicação seria encontrada. Em sua segunda visita ao local, ele afirmou que tinha observado alguns tubos de PVC em um campo adjacente. Ele descobriu que as autoridades locais haviam colocado um duto de cabo. Ele chegou à conclusão de que pilhas de canos podem ter sido armazenadas na clareira e foram responsáveis pelas marcas de terra.
Patricia Hannaford, uma notória médica, aconselhou Campbell sobre os aspectos médicos do caso. Ela sugeriu que a suposta abdução de Taylor foi um ataque isolado de epilepsia do lobo temporal, explicando os objetos como sendo alucinações. Sintomas como a meningite anterior de Taylor, seu relatório de um cheiro forte que ninguém mais poderia detectar, sua dor de cabeça, garganta seca, paralisia de suas pernas e período de inconsciência sugeriram esta causa.
Steve Donnelly, um físico e editor cético também considerou o incidente como um ataque epiléptico. Campbell sugeriu que o ataque de Taylor pode ter sido estimulado por um avistamento de Vênus.
Um empresário local chamado Phill Fenton publicou um relatório em 2013, especulando que Taylor "pode ter sido exposto a produtos químicos nocivos que o deixaram confuso e desorientado" e que "o OVNI que ele acredita que viu poderia ter sido uma torre de água em forma de cúpula".